# Bertram Hartard senior
Bertram Hartard senior (* 30. April 1901 in Freimersheim; † 7. November 1967 in Speyer) war ein deutscher Politiker (CDU).
Bertram Hartard war das sechste Kind von Schneider Georg Anton Hartard und Katharina Hartard, geborene Kästle. Er wuchs in Speyer auf und machte die Schneiderlehre. 1933 wurde er Ersatzmann der Bayerischen Volkspartei im Bayerischen Landtag, im selben Jahr war er kurzzeitig Stadtrat in Speyer, bis er mit der gesamten BVP-Fraktion in Schutzhaft genommen wurde. Im Dritten Reich war er Domschweizer. 1948 wurde er Angestellter im Speyerer Arbeitsamt.
1946 war Hartard am Aufbau der CDU Rheinland-Pfalz beteiligt. Er wurde im selben Jahr Vorsitzender des CDU-Stadtverbandes Speyer und Mitglied des Stadtrats. 1948 war er bei den Wahlen Spitzenkandidat, jedoch verlor seine Partei die Mehrheit. Dafür wurde Hartard bis 1952 Erster Beigeordneter und Bürgermeister der Stadt Speyer unter Oberbürgermeister Paulus Skopp.
Hartard war Mitglied der Beratenden Landesversammlung und des ersten Landtags von Rheinland-Pfalz.
Hartard war mit Anna, geborene Mohr, verheiratet und hatte sechs Kinder. Sein ältestes Kind, der 1929 in Speyer geborene Bertram, war Volksschullehrer und ebenfalls Landtagsabgeordneter.